# 小霞
小霞（日语：カスミ），是日本動畫作品《寶可夢》的虛構角色，同時亦是《寶可夢無印》的女主角。她的夢想是成為世界上最偉大的水屬性寶可夢訓練家，因此她的寶可夢也以水屬性爲主。她擁有海星星、可達鴨及太陽珊瑚等眾多不同的寶可夢。在動畫裡面，日文配音為飯塚雅弓，華語（台灣）是林凱羚(無印第1～104話)、龍顯蕙(無印第105～208話)、謝佼娟(無印第209話～260話)、林美秀(無印第261話～275話至超世代.SM第42～43話)，粵語（香港）方面，TVB版則為梁少霞擔任配音，ATV版由張雪儀擔任配音，VCD版則由劉惠雲配音，華語（中國大陸）方面，遼藝版為曹玉敏擔任配音，電影頻道版為閻萌萌擔任配音，劇場版則為葉知秋（中影股份）、王曉彤（Netflix）擔任配音。
她的設計或許是用寶可夢紅、綠、藍、皮卡丘、火紅、葉綠版的華藍市道館訓練家來做基本。
在西方国家中，小霞的名字被改名为“米斯蒂·威廉姆斯”（Misty Williams）。

## 動畫設定
在動畫裡面，小霞是《寶可夢》的第一任女主角。性格活潑傲娇，自稱是世界級美少女、頑皮人魚公主、華藍美女四姊妹的么妹（依序：大姊櫻花、二姊牡丹、三姊菖蒲），深信自己比三位姐姐漂亮。
對於愛情她也有朦朧的憧憬，她對小智抱有一定的好感。雖然在旅途中她不時和小智拌嘴，她經常挖苦小智是「小孩子」「自以為是」，而小智在激鬥!!寶可夢娃娃節當中則嘲諷她是「泡剩的茶渣」，這使得她氣急敗壞地揍了小智一頓，最終讓小智同意借自己的寶可夢給她參加娃娃節美女比賽，但是在當別人問她有沒有喜歡的人或是調侃和小智是情侶時小霞會很害羞，有一種想說出來又不敢說出來的感覺。
小霞屬於「刀子嘴豆腐心」的類型，雖然時常和同伴的小智吵嘴，也不時會對可達鴨生氣，但是內心裡她其實非常關心他們，言語之間不時能發現她會不捨得和可達鴨分開，也會擔心小智。在小智一行人的旅程當中她一直用揪耳朵的方式阻止小剛搭訕美女，不過當她發現有女生（如：姬香）對小剛有好感時也會鼓勵他把握機會。她對待波克比則是有種母親一般的溫柔和關懷，和皮卡丘關係也非常融洽，在阿羅拉，關都！小剛與小霞!!中他們久別重逢時皮卡丘看到小霞會立刻撲到她懷裡撒嬌。 
現任華藍市道館訓練家，喜歡水屬性寶可夢，立志成為水屬性寶可夢大師。討厭蟲屬性寶可夢（但不討厭巴大蝶和芭瓢蟲之類的可愛型寶可夢，另外還有赫拉克羅斯，還有長得不像蟲的，如:榛果球還有佛烈托斯），剛開始也很討厭小智的巴大蝶(還是綠毛蟲的時候)，而動畫版全期亦視暴鯉龍為天敵（因為她小時候曾經把頭鑽入暴鯉龍口中，險些被吃掉）；最後在放送局中克服困難，收服了一隻暴鯉龍。
剛出場時正在常磐森林的溪邊釣魚，但隨行的腳踏車被心急皮卡丘傷勢的小智強行借走，為此跟著到常磐市的寶可夢中心，因為最後腳踏車遭皮卡丘電毀，所以因緣下與小智一起同行。
在小智戰勝尼比道館後，兩人與新加入的夥伴小剛一同旅行，然而在到達華藍市前小霞突然一反常態的希望能先前往其他城市，讓小智與小剛不明所以。在華藍道館時小霞坦白自己是華藍美女四姊妹的老么，不久前才為進行寶可夢訓練家的修行而離開，之後代替了無意對戰的姐姐們與小智進行道館賽，但對戰到一半時因火箭隊前來搗亂而中斷，事後小智因趕走火箭隊的表現而獲得徽章，而小霞決意繼續修行，一行人就離開華藍市繼續踏上旅程。
小霞跟隨小智旅行各地，從石英大會結束後為送ＧＳ球到橘子群島，之後又前往城都地區，直到白銀大會結束後小霞突然接到通知，姐姐們為了出外旅遊而離開華藍道館，要求小霞回來接手道館訓練家一職，而小剛也為了家中事務要回家一趟，三人便依依不捨的各自分道揚鑣，小霞騎著被喬伊小姐修好的腳踏車重回華藍市，往後就不再跟著小智旅行。
因為波克比的緣故，小霞受邀前往豐緣地方參加波克比慶典，遇上了正在挑戰豐緣聯盟的小智一行人，並結識小遙和小勝，卻也捲入米拉祖王國的紛爭中，最後波克比進化成波克基古化解了紛爭，與小霞道別前往波克比樂園。事件結束後小霞回歸華藍市，臨行前大夥彼此勉勵，希望小智能拿下豐緣聯盟的優勝。
豐緣聯盟結束後，率先比小智早一步抵達真新鎮，並與小智等人參加寶可夢同樂會。待在家沒多久，小智以稱霸對戰開拓區為目標開始新的旅程，而她也跟小智一行人短暫同行，最後在充滿著皮寶寶、皮皮與皮可西的月見山離別，回到華藍市。
太陽&月亮第42及43話，為了寶可夢學校成立20周年紀念典禮，小智回到關都地方與小霞等人再會。小霞和小剛作為課外授課的特別講師，在大木研究所介紹了地區形態，並且在寶可夢們失散後她幫忙尋找。接下來的華藍道館對戰中，小霞先是用可達鴨對戰水蓮的球球海獅和瑪奧的甜舞妮，並且靠著可達鴨頭疼使出的念力控制局面。緊接著，在為小剛和卡奇的比賽擔任完裁判後，小霞接受了小智的挑戰，用超級進化的暴鯉龍對戰皮卡丘。最終，小智巧妙地破解了之前的挑戰者無人能破解的求雨和暴風的組合技，用Z招式「終極伏特狂雷閃」打敗了超級暴鯉龍。

## 寶可夢
角金魚
- 日文配音員：大谷育江
- 登場時期：無印・AG（客串）

初登場於第2話。小霞最初擁有的寶可夢。
海星星
- 日文配音員：三木真一郎
- 登場時期：無印・AG（客串）、旅途 目標是寶可夢大師

初登場於第6話。小霞最初擁有的寶可夢。
寶石海星
- 日文配音員：大谷育江
- 登場時期：無印・AG（客串）、旅途 目標是寶可夢大師

初登場於第7話。小霞最初擁有的寶可夢，但是後來在第61話淺藍道館的水中芭蕾舞表演後，寄放在姊姊們的道館那裡飼養了。
墨海馬
- 日文配音員：豊嶋真千子
- 登場時期：無印・AG（客串）

初登場於第19話。但是後來在第61話淺藍道館的水中芭蕾舞表演後，寄放在姊姊們的道館那裡飼養了。
可達鴨
- 日文配音員：愛河里花子／梁偉德〈香港〉
- 登場時期：無印・AG（客串）・SM（第43話）、旅途 目標是寶可夢大師

初登場於第27話。老是一副傻著腦的模樣，而且更扯的是牠不會游泳，是隻名副其實的「旱鴨子」。但是當牠頭痛劇烈時，會發出超能系的絕招，例如石化功和念力。小霞一開始本來就不想收服牠，結果小霞不小心被石頭絆倒，導致精靈球球滾出來，可達鴨正好碰到按鈕，就這樣被收服了，這點讓小霞很生氣，而且牠有點笨拙，牠無法正確理解小霞的指令，老是抱著頭面對小霞，還有當小霞要拿其他寶可夢出來時，牠會擅自提前跑出來(有時是小霞不小心拿到牠的精靈球)，令小霞很生氣。但牠有時候也有很厲害的時候，如在小智挑戰淺紅道館的時候，火箭隊三人組來犯淺紅道館，火箭隊的寶可夢一直攻擊小霞的可達鴨，導致牠頭疼使用石化功將他們打飛，這讓阿桔和他的妹妹阿雅爭著想要和小霞交換可達鴨。到了《太陽&月亮》時，可達鴨似乎改變很多，會服從小霞的指令，不過至今還學不會游泳。
波克比→波克基古
- 日文配音員：興梠里美／陸惠玲（香港）
- 登場時期：無印・AG（客串）

初登場於第46話。小霞唯一一隻非屬水屬性的寶可夢。波克比那時還是一顆蛋，在第50話時孵化，還引起小智、小剛、小霞，還有火箭隊的喵喵互相爭奪，後來得知波克比會以孵化後看到的第一個人認做母親，所以就把波克比歸讓給牠第一眼看到的小霞。雖然被認為不會使出什麼絕招，不過曾幾次暗中使出「揮指功」幫助小智一行人脫困，然而他們卻沒察覺到。在AG第45話進化成波克基古，當話和小霞告別。
蚊香蝌蚪→蚊香君→蚊香蛙皇
- 日文配音員：三木真一郎
- 登場時期：無印・AG（客串）、旅途 目標是寶可夢大師

初登場於第112話。小霞为了拯救因誤吸霸王花的麻痺粉而發燒的小智及小建時去寻找阿西蕾水草时得到的，在第153話为了得到小锯鳄与小智的妙蛙种子战斗，途中進化成蚊香蛙，但最后输了。第249話因拾到王者的信物而進化成蚊香蛙皇，还学会了逞威风，不過個性變得非常悠哉，時常都在拍手鼓掌。
金魚王
- 日文配音員：不明
- 登場時期：無印

初登場於第170話。小智和小霞在釣金魚王比賽上各收服一隻金魚王，小霞獲得釣金魚王比賽冠軍，但並沒有在賽後帶走。
太陽珊瑚
- 日文配音員：大谷育江
- 登場時期：無印・AG（客串）

初登場於第214話。小霞在黃岩島用誘餌球來收服。
鯉魚王→暴鯉龍（超級暴鯉龍）
- 日文配音員：無
- 登場時期：HOSO（客串）・AG（客串）・SM（第43話）、旅途 目標是寶可夢大師

初登場於HOSO第8話。原本是只鲤鱼王，后进化，开始破坏道馆，最后回到了精灵球。牠有個與眾不同之處──能使用火系絕招「噴射火焰」。到了《太陽&月亮》時，可超進化，惟最後仍被小智皮卡丘的Z招式所擊敗。
愛心魚
- 日文配音員：阪口大助
- 登場時期：HOSO（客串）

初登場於HOSO第89話。在道館飼養。
露力麗
- 日文配音員：不明（可能是大谷育江）
- 登場時期：AG（客串）、旅途 目標是寶可夢大師

初登場於AG第132話。小建的玛力露所生的蛋孵化而成的。
鐵臂槍蝦
- 日文配音員：
- 登場時期：旅途 目標是寶可夢大師

初登場於旅途 目標是寶可夢大師第2話。小智和小霞為了爭奪鐵臂槍蝦以釣魚來決勝負，後戰勝小智而獲得持有權，收服後自行出來立刻訓練小智的寶可夢們。